# Стаміков Федір Олексійович
Федір Олексійович Стаміков (24 листопада 1913 — 19 грудня 1996) — український радянський партійний діяч, 1-й секретар Одеського міськкому КПУ. Член Ревізійної Комісії КПУ у лютому 1960 — березні 1966 р.

## Біографія
Член ВКП(б) з 1931 року.
Перебував на відповідальній партійній роботі.
До жовтня 1946 року — 1-й секретар Меджибізького районного комітету КП(б)У Кам'янець-Подільської області.
На 1950 рік — завідувач сільськогосподарського відділу Одеського обласного комітету КП(б)У.
До вересня 1952 року — завідувач планово-фінансово-торгового відділу Одеського обласного комітету КП(б)У.
У вересні 1952 — січні 1960 року — завідувач відділу партійних, профспілкових і комсомольських органів (партійних органів) Одеського обласного комітету КПУ.
9 січня 1960 — грудень 1964 року — 1-й секретар Одеського міського комітету КПУ.
4 грудня 1964 — 6 жовтня 1970 року — завідувач відділу торговельних і планово-фінансових органів Одеського обласного комітету КПУ.
З 6 жовтня 1970 по 20 жовтня 1976 року — голова партійної комісії Одеського обласного комітету КПУ.
З жовтня 1976 року — на пенсії у місті Одесі.

## Нагороди
- орден Леніна (26.02.1958)
- ордени
- медалі